# Берд-Коув
Берд-Коув (англ. Bird Cove) — містечко в Канаді, у провінції Ньюфаундленд і Лабрадор.

## Населення
За даними перепису 2016 року, містечко нараховувало 179 осіб, показавши скорочення на 1,6%, порівняно з 2011-м роком. Середня густина населення становила 19,1 осіб/км².
З офіційних мов обидвома одночасно володіли 5 жителів, тільки англійською — 180.
Працездатне населення становило 48,5% усього населення, рівень безробіття — 43,8% (44,4% серед чоловіків та 42,9% серед жінок). 100% осіб були найманими працівниками, а 0% — самозайнятими.
34,4% мешканців мали закінчену шкільну освіту, не мали закінченої шкільної освіти — 37,5%, 31,3% мали післяшкільну освіту.
| Статево-вікова структура населення | Статево-вікова структура населення | Статево-вікова структура населення | Статево-вікова структура населення | Статево-вікова структура населення |
| ---------------------------------- | ---------------------------------- | ---------------------------------- | ---------------------------------- | ---------------------------------- |
|                                    |                                    |                                    |                                    |                                    |
| Всього                             | Всього                             | 55,6%44,4%                         |                                    |                                    |
| 0 — 14 років                       | 0 — 14 років                       |                                    | 8,6%                               | 8,6%                               |
| 15 — 64 років                      | 15 — 64 років                      |                                    | 68,6%                              | 68,6%                              |
| 65 і більше                        | 65 і більше                        |                                    | 22,9%                              | 22,9%                              |
| Середній вік (років)               | Середній вік (років)               | 48,151,2                           | 49,5                               | 49,5                               |
| Медіана (років)                    | Медіана (років)                    | 54,154,0                           | 54,1                               | 54,1                               |
| — чоловіки — жінки                 |                                    |                                    |                                    |                                    |

| Походження мешканців:     | Походження мешканців:     | Походження мешканців: | Походження мешканців: | Походження мешканців: |
| ------------------------- | ------------------------- | --------------------- | --------------------- | --------------------- |
| Походження                |                           |                       | осіб                  | %                     |
| Корінні американці        | Корінні американці        |                       | 60                    | 33.33%                |
| Інше північноамериканське | Інше північноамериканське |                       | 145                   | 80.56%                |
| Європейське               | Європейське               |                       | 110                   | 61.11%                |
| британське                | британське                |                       | 100                   | 55.56%                |
| французьке                | французьке                |                       | 40                    | 22.22%                |

| Зайнятість населення за галузями (за класифікацією NOC): | Зайнятість населення за галузями (за класифікацією NOC): | Зайнятість населення за галузями (за класифікацією NOC): | Зайнятість населення за галузями (за класифікацією NOC): | Зайнятість населення за галузями (за класифікацією NOC): |
| -------------------------------------------------------- | -------------------------------------------------------- | -------------------------------------------------------- | -------------------------------------------------------- | -------------------------------------------------------- |
|                                                          |                                                          |                                                          |                                                          |                                                          |
| Освіта, правозахист, муніципальні та урядові служби      | Освіта, правозахист, муніципальні та урядові служби      |                                                          | 18,8%                                                    | 18,8%                                                    |
| Роздрібна торгівля та послуги                            | Роздрібна торгівля та послуги                            |                                                          | 12,5%                                                    | 12,5%                                                    |
| Гуртова торгівля, транспорт та обладнання                | Гуртова торгівля, транспорт та обладнання                |                                                          | 25%                                                      | 25%                                                      |
| Природні ресурси, сільське господарство                  | Природні ресурси, сільське господарство                  |                                                          | 25%                                                      | 25%                                                      |
| Виробництво                                              | Виробництво                                              |                                                          | 18,8%                                                    | 18,8%                                                    |

## Клімат
Середня річна температура становить 2,3°C, середня максимальна – 17,2°C, а середня мінімальна – -14,7°C. Середня річна кількість опадів – 1 164 мм.
| Клімат поселення                              | Клімат поселення | Клімат поселення | Клімат поселення | Клімат поселення | Клімат поселення | Клімат поселення | Клімат поселення | Клімат поселення | Клімат поселення | Клімат поселення | Клімат поселення | Клімат поселення | Клімат поселення |
| Показник                                      | Січ.             | Лют.             | Бер.             | Квіт.            | Трав.            | Черв.            | Лип.             | Серп.            | Вер.             | Жовт.            | Лист.            | Груд.            |                  |
| Середній максимум, °C                         | −4,77            | −6,13            | −1,53            | 4,10             | 9,02             | 13,43            | 17,20            | 16,97            | 13,58            | 8,25             | 3,25             | −2,23            |                  |
| Середня температура, °C                       | −9,05            | −10,45           | −5,82            | −0,22            | 4,73             | 9,15             | 14,20            | 13,98            | 10,57            | 5,28             | 0,28             | −5,22            |                  |
| Середній мінімум, °C                          | −13,37           | −14,73           | −10,13           | −4,52            | 0,43             | 4,83             | 11,20            | 10,95            | 7,58             | 2,27             | −2,73            | −8,2             |                  |
| Норма опадів, мм                              | 112              | 86               | 87               | 73               | 75               | 102              | 105              | 109              | 104              | 108              | 96               | 107              |                  |
| Середньомісячна швидкість вітру, м/с          | 6.60             | 6.30             | 6.20             | 5.70             | 5.10             | 4.90             | 4.57             | 4.70             | 5.40             | 5.80             | 6.40             | 6.90             |                  |
| Середньомісячна сонячна радіація, кДж/м²·день | 3293             | 6454             | 10755            | 14650            | 17585            | 18884            | 18312            | 15311            | 10998            | 6351             | 3501             | 2392             |                  |
| --------------------------------------------- | ---------------- | ---------------- | ---------------- | ---------------- | ---------------- | ---------------- | ---------------- | ---------------- | ---------------- | ---------------- | ---------------- | ---------------- | ---------------- |
| Джерело:                                      |                  |                  |                  |                  |                  |                  |                  |                  |                  |                  |                  |                  |                  |